# Imo Fiamalua
Imo Fiamalua (ur. 17 września 1986) – tuwalski piłkarz i lekkoatleta.

## Piłka nożna
Fiamalua jest od 2007 r. związany z tuwalskim klubem FC Nanumaga.
Podczas eliminacji do Mistrzostw Świata w 2010 roku, Fiamalua reprezentował Tuvalu w trzech spotkaniach. W pierwszym meczu eliminacji (przeciwko reprezentacji Fidżi), Fiamalua grał w podstawowym składzie, jednak w 11. minucie został ukarany żółtą kartką. W kolejnych meczach, Fiamalua grał w podstawowym składzie swojej reprezentacji. Ostatecznie, reprezentacja tego kraju zajęła ostatnie miejsce w swojej grupie i nie odniosła awansu do kolejnej fazy eliminacji.

## Futsal
W 2008 roku, Fiamalua brał udział w Mistrzostwach Oceanii w Futsalu mężczyzn. Jego reprezentacja przegrała jednak wysoko wszystkie spotkania, co w łącznej klasyfikacji dało im ostatnie 6. miejsce. Ponadto w spotkaniu przeciwko Polinezji Francuskiej, zawodnik tuwalski strzelił gola.

## Lekkoatletyka
Rekord życiowy w rzucie oszczepem: 53,62 (11 grudnia 2017, Port Vila) – rekord Vanuatu.